# Josué Parodi
Josué Parodi (Lima, 8 de octubre de 1993)es un actor, animador, comunicador, creador de contenido y activista LGBTIQ+ peruano. 

## Trayectoria
Josué Parodi es egresado de Artes Escénicas por la Facultad de Comunicaciones de la Pontificia Universidad Católica del Perú.
Como comunicador y creador de contenido conduce junto a Alberto Castro, Manuel Ramírez y Mila Vidaurre el podcast Calla Cabro, el cual ganó el Premio Luces 2020, donde se abordan temas de diferente índole, además del relacionado con la comunidad LGBTIQ+.En 2021 fue elegido, por el público, TEDxLima Speaker.En medios, ha sido entrevistado para abordar diferentes temas relacionados con la comunidad LGBTIQ+. 
Ha colaborado como editor del libro Reflexiones sobre el Perú: más allá del Bicentenario, presentado en la Feria Internacional del Libro de Lima 2022.
Josué, también es actor de televisión, teatro y cine; ha participado en la obra Carga visual: episodios escénicos, además del documental Salir del Clóset. Participó en un anunció publicitario, titulado La emoción nos une, producido por la agencia de publicidad Fahrenheit DDB para la plataforma de televisión por pago Movistar TV en el año 2020.
Es activista por los derechos de las personas LGBTIQ+, y forma parte del consejo directivo de la organización Presente, la cual trabaja a través de alianzas, con otras organizaciones, por el reconocimiento y acceso de los derechos al sector laboral de las personas de la diversidad sexogenérica.